# Hazelaarboktor
De hazelaarboktor (Oberea linearis) is een keversoort uit de familie van de boktorren (Cerambycidae). De wetenschappelijke naam van de soort werd gepubliceerd in 1761 door Linnaeus.